# France Cigan
France Cigan (tudi Czigan, roj. Czigán Ferenc), slovenski katoliški duhovnik, zborovodja in zbiralec ljudskih pesmi, * 18. september 1908, Žižki, Avstro-Ogrska, † 23. februar 1971, Ljubljana.

## Življenje in delo
Rodil se je očetu kmetu Jožefu Ciganu in materi Tereziji Horvat. Bogoslovje je študiral v Ljubljani ter bil leta 1935 posvečen v duhovnika. Leta 1946 je doktoriral iz teologije v Padovi. V letih 1947−1949 je študiral glasbo na konservatoriju v Gradcu. Kot župnik je služboval na Kamnu v Podjuni (1948-1957), nato je bil do 1971 profesor glasbe na slovenski gimnaziji v Celovcu in tam ustanovil 4 pevske zbore. Prekmurske pesmi je začel zapisovati doma že leta 1932 in 1959 med rojaki v Torontu. V tem obdobju je zbral 124 pesmi; leta 1946 jih je na avstrijskem Koroškem med slovenskimi begunci iz raznih krajev zbral še 361 in jih izdal v ciklostirani pesmarici kot Slovenske narodne pesmi. Pesmi je zapisoval po vsej Koroški ter primere in dognanja objavljal v gimnazijskih letnih poročilih. V svojem času je bil osrednja osebnost glasbenega življenja med koroškimi Slovenci.